# Rursiceras
Rursiceras es un género de amonitas jurásicas de la familia Aspidoceratidae.

## Distribución
Francia y Suiza.